# 爆走獵人
《爆走獵人》是日本作家赤堀悟原作，臣士零負責作的日本漫畫作品。於1993年至1998年連載。全13卷。
另有改編動畫、遊戲、小說、廣播劇等相關作品。

## 劇情簡介
史普納坦大陸是一個經長期戰亂之後終得統一的帝國，人民分為兩種：少部分能使用魔法、且享有特權的「法族」統治著平民，對平民來說，法族的高壓統治過於殘酷，平民只能含淚忍受；不過在平民身上還有一道希望，那就是代替上天懲罰作惡法族的執行者，人們都稱他們叫作「爆走獵人」。他們在大領主的指揮下，保護平民免於受到法族的迫害。
故事的重點在於一個法族獵人（爆走獵人）小隊的冒險，包括凱洛特‧葛雷瑟、凱洛特的弟弟馬龍，他們的童年時代的朋友蒂拉、休可拉姊妹，以及卡特。在不同媒體的作品中，本作的故事、設定和結局都不太相同。

## 登場角色

### 主角
凱洛特·葛雷瑟（キャロット・グラッセ）
聲優：古本新之輔；張文俊；李錦綸（TVB）／雷霆（影碟）
本故事的男主角，17歳，是個風流好色、嘻皮笑臉的黑髮男性。他的腰間有配劍，但幾乎不使用。
雖然身手靈活、毅力過人，但是沒有任何的魔法和體術，只有唯一一個超能力「吸魔」，他能吸收惡意的攻擊性魔法並將其轉化為自身的能量，變身成帶角的巨大獸人，除了不帶任何意志的純魔力（查哈初次再會時使用的攻擊）和間接性非攻擊型如奪取遺傳因子（奪命紅花篇）的魔法以外。那是混合了破壞神和十二種魔獸的能力而變化而成，變身之後有強大的破壞力，直到力量耗盡之後才會復元。但小隊中的蒂拉和休可拉可以靠鞭打讓他復原。電視動畫版中省略了吸魔與本能性改變適合當前環境樣貌等設定。
凱洛特相當好色，他自稱「愛的傳教士」，幾乎對每一個女人都展開追求，唯有真正愛他的米絲姐妹除外；而米絲姐妹對凱洛特的好色極端的反感，也因此在被發現有參雜女性的情況下蹂躪的狀況會更嚴重。
在漫畫結尾和蒂拉結婚，續篇中以中年樣貌登場。不過，即使休可拉讓蒂拉嫁給他，她仍然決心要和凱洛特生下第一個孩子。
蒂菈·米絲（ティラ・ミス）
聲優：林原惠；雷碧娜（TVB）／曾秀清（影碟）
本作女主角，16歳。由四柱天的西王母阿普洛絲轉世。休可拉的妹妹，從小便是孤兒，之後和休可拉一同被查哈·多魯特收養；但由於某日查哈發瘋大肆屠殺，在千鈞一髮之際凱洛特的爸爸歐尼恩趕來救援，之後便被凱洛特一家人所收養。
她綁著頭髮、身著紅色大披風和超大的眼鏡，在戰鬥模式時會脫下鞋子、摘下眼鏡、解開頭髮，拉開自己的外衣，露出她宛如SM女王的皮衣與鞭子。她的武器是鞭子，偶爾也會使用鋼絲和治癒術。
她非常溫柔和害羞，雖然喜歡凱洛特但表達愛意的外在方式往往輸給了休可拉，所以她對凱洛特的愛是公開的秘密。當凱洛特因為私慾而搭訕其他女孩時，蒂拉會和休可拉一起鞭打凱洛特作為懲罰。此外、蒂拉也對休可拉向凱洛特調情而非常忌妒與惱火。
在OVA版中，戰鬥狀態的服裝改為黑色，而且更像是BDSM用的女王服。
休可拉·米絲（ショコラ・ミス）
聲優：水谷優子；鄭仁君；盧素娟（TVB）／黃玉娟（影碟）
蒂拉的姐姐，18歳。，四柱天的聖鬼庫琳轉世。紅頭髮的成熟女性，她的個性活潑大膽、幼年時很討厭凱洛特，但在某次休可拉企圖找查哈報仇而逃離法族獵人村莊，踏入了陷阱，後被凱洛特所救，之後她便瘋狂地愛上凱洛特，並稱他為Darling。在漫畫中，早期她和卡特有一個獨立的小隊，但最終是所有五人組成爆走獵人。
戰鬥模式的服裝是類似納粹德國的軍帽以及軍褲，上半身只有褲子的兩條吊帶、僅能遮住乳頭（可見乳暈），那頂帽子是凱洛特送給她的，她相當重視這頂帽子的存在。戰鬥時的她冷酷無情，比他的妹妹蒂拉更為狠毒和暴力，漫畫中也能利用毆打的方式把魔獸化的凱洛特恢復正常，功力在蒂拉之上。武器是銳利的鋼絲，攻擊的範圍廣達數百公尺。在除了最後一集的電視動畫中，戰鬥裝扮的上半身改成紅色胸罩。
她深愛著凱洛特，但休可拉是一個非常容易嫉妒的女孩，當他發現凱洛特對她不忠，他和蒂拉會無情地鞭打凱洛特。她對凱洛特非常專情，經常色誘他、或對他有各種浪漫及情色的幻想。
在漫畫的完結篇中，凱洛特雖然與蒂拉結婚，雖然這並不能阻止休可拉試圖引誘凱洛特並發生關係，並承諾要替凱洛特生下第一個孩子。
馬龍·葛雷瑟（マロン・グラッセ）
聲優：真殿光昭；鄺樹培（TVB）／陳廷軒（影碟）
凱洛特的弟弟，16歳。四柱天的轉輪王藥剎轉世。身穿白色長袍，使用東方魔術的美少年，他和凱洛特完全不像、個性溫柔成熟，無論是知識、戰鬥能力或心思細密的程度都是凱洛特遠遠比不上的，但他很敬愛自己的哥哥。
他是一個會東方魔術的專家，東方魔術是一種利用四聖獸（借用朱雀（火）、白虎（雷）、玄武（土）、青龍（水）的符咒力量）的魔法力量之法術。同時也是一個非常熟練的劍客，但他很少用他的劍技。
雖然是男性，但他長相柔美，穿女裝的樣子曾經被米絲姐妹和卡特評論為比女人還要像女人。
卡特·摩卡（ガトー・モカ）
聲優：梁田清之；馮錦堂
小隊中最年長的，18歳。四柱天的北天卡爾曼轉世。他身材健壯，擅長肉搏，此外對攻擊性魔法有很高的抗性。他非常喜歡展示自己的肌肉，經常脫下上衣擺出健美姿勢。
他的父母遭查哈所殺害，妹妹艾克蕾亞也遭查哈綁架，之後一心只想找查哈復仇，不久後，他遇見了休可拉並加入她的隊伍，然後在凱洛特的團隊遇到麻煩時做為救援隊登場最後五人組成一個小隊。

### 爆走獵人本部（斯迪拉教團）
大統領（セイント）／正義女神（ビッグ・マム）
聲優：島本須美；謝潔貞→黃鳳英
她的真名是卡努蕾·斯迪拉，是斯迪拉教團的最高領導人，她組織了法族獵人，專門懲罰邪惡的巫師。是最高等級的法族獵人，身旁另有哈茲騎士團，是她個人專屬的保鏢。
多塔（ドーター）
聲優：玉川紗己子；鄭麗麗
大統領的信使和助手。是僅存的兩名有翼人倖存者之一，身穿旗袍，髮型為兩個小包子頭，有著巨乳和精靈長耳。在動畫版中，她是下集預告的旁白。

#### 哈茲騎士團
哈茲騎士是最優秀的法族獵人，隸屬於大領主身旁，平常是大領主的保鑣，偶爾會和凱洛特一行人一同出任務。每個都有驚人的力量，以及神奇的盔甲。動畫版中只出現密爾菲，其他三人雖有登場但無台詞、無戲份。漫畫版則是密爾菲在第二集登場，其他人直到第九至十三集才出現。
密爾菲·優（ミルフィー・ユ）
聲優：平田泰之（電視動畫）／緒方惠美（OVA版）；郭志權
最常和凱洛特他們一同執行任務的哈茲騎士，長相相當秀氣，了解各種巫術和所有類型的魔法，特別是火焰系的魔法，對不死系的怪物相當有一手。他的力量來自於他的守護神鳳凰。
有雙性戀傾向，喜歡不斷的在凱洛特身邊對他搞曖昧，吸引蒂拉和休可拉的怒火之後再調戲蒂拉和休可拉，此外他對馬龍和卡特也都有興趣，被凱洛特稱「誰都可以」。電視動畫版中的形象內斂、沉穩，OVA和漫畫中比較活潑可愛，也因此OVA的聲優改由女性擔任。
希娜蒙·寇察（シナモン・コーチャ）
年輕貌美的金髮女孩，天然呆，平常說話相當的緩慢，但戰鬥時卻有比光速還快的超級速度。
卡魯亞·米克（カルーア・ミルク）
控制冰的能力的哈茲騎士，擅長封印術。
西佛·凱克（シフォン・ケーキ）
神奇的化學戰士，利用試管和燒瓶製作極為強大的魔法炸藥，以及其他進攻性和防禦性用途的魔法。
歐尼恩·葛雷瑟（オニオン・グラッセ）
僅在小說、漫畫和OVA第三卷登場。凱洛特和馬龍的爸爸，前哈茲騎士，離開哈茲騎士後，便在靈峰上隱居，生兒育女並組織家庭。使用的武器是短柄可伸縮錐尖的雙斧槍，曾和查哈·多魯特交過手，兩人實力相當。後與阿普莉寇德結婚，生下了凱洛特和馬龍。他的外形非常像凱洛特。
阿普莉寇德·安茲（アプリコット・アンズ）
凱洛特和馬龍的媽媽，在小說版中是現役的法族獵人，可以變換自己的衣服，並使用刀，以及自然的魔力。其身體在在某次戰鬥中，被四魔王的阿蒙特·拉塞爾附身，因而封印在其中，對外聲稱已死，雖然身體被奪走，但精神被精靈所救，後來附在利用魔法製造的複製少女梅絲的心中而重生。

### 查哈多魯特陣營
電視動畫中僅有查哈·多魯特登場，沒有守護五妖的存在。OVA中僅有艾克蕾亞和希利斯登場，並做為非反派的配角。
查哈·多魯特（ザッハ・トルテ）
聲優：銀河萬丈；黎偉明
法族醫師，被稱作『最接近神的男人』，擁有五顆驚人力量的白金石，例如喚醒死者、生體魔法改造，都是利用法族醫師的技術以及含有強力魔法源的白金石所製造出來的創舉。他曾經是斯迪拉教團的一員，和歐尼恩同為哈茲騎士，實力不在歐尼恩之下，但最終離開了，因為自己對世界觀的看法和大統領之間意見分歧。
曾是休可拉和蒂拉的養父，但為了找到能實現他理想的人，大肆屠殺他收養過的孩子，讓他們看見『恐怖的絕望』以尋找破壞神甦醒的宿主，最終企圖是讓破壞神毀滅一切後再重建所謂的理想世界。
艾克蕾亞·摩卡（エクレア・モカ）
聲優：柊美冬
只在小說、漫畫及OVA第二、三卷登場。守護五妖之一，卡特的妹妹。被查哈綁架之後，本來一直尋求機會刺殺查哈，最後反而受查哈的「無法族之理想世界觀」所感召，自願請查哈利用法族醫師的力量刪除記憶中和卡特之間的部分，成為查哈的守護五妖之一。
天生就是個優秀的武術家，實力和他的哥哥差不多，她和哥哥一樣喜歡脫衣展示自己的健壯身材，口頭禪同樣是「看看我吧！」。
希利斯（シリウス）
聲優：結城比呂
守護五妖之一，能操控風，外號風使希利斯。僅存的兩名有翼人之一，本想襲擊凱洛特，但由於愛上多塔而背叛查哈，後來和多塔共組家庭。
阿爾泰爾（アルタイル）
原型是一條大蟲，利用房屋的幻象將在大雨中無助的凱洛特一行人騙入其內，房屋內的幻象實際上是他的肚子內，在其中便可分泌消化液，讓凱洛特一行人以及密爾菲吃了很大的苦頭，後被蒂拉用精靈術擊敗。
貝克（ベガ）
外號冰人貝克，能操控冰以及召喚冰狼，被休可拉擊敗。
牙牽牛（牙牽牛）
有武士靈魂的活鎧甲，東方根來忍者集團的首腦，視馬龍為最大敵人。最終遭馬龍的轉輪王之劍擊敗。

### 盟友
裘依·休雷因
出現於『寶石魔法師』篇，雖然是法族，但從不利用魔法迫害平民，反而愛上了平民的女子，因為自己心愛的女孩被寶石魔法師禁錮，所以協助凱洛特一行人討伐寶石魔法師。
死蝶
出現於『轉輪王藥剎』篇，綽號“死亡蝴蝶”，相賀忍者集團的首腦，也是法族獵人在東方的盟友，血液中含有劇毒。
波特·奇普斯
僅在OVA與漫畫中登場。一個口齒不清的小鬼頭法師，魔法能力還不純熟，凱洛特都稱他作『洋芋片』（因發音一樣），經常出現在漫畫無厘頭的搞笑篇，在漫畫中和他的父親長得一模一樣。此外還有所謂的奇普斯一族，特徵（不論男女，男性居多）就是長相和身高都幾乎一模一樣。
莎菈德
波特的母親。看起來相當年輕約14歲，但實際上已經30多歲了。
大爺爺
在靈峰隱居村中的老人，外型很像星際大戰的尤達，提供法族獵人所遇到種種困難的意見和支持，但他的真實身份已不為人知（見下文敵人）。
基葛羅
出現於『魔法木匠』篇，魔法木匠是指能建築出讓法族魔法威力提升的藝術家，基葛羅為了讓自己的孫女存活，替法族建造了巨大的魔法建築（見下文敵人）。
克蕾布
基葛羅的孫女，患綠死病後不久便死亡，後來基葛羅利用『反魂』（見下文敵人），讓克蕾布以魔法能量的型態存在於人世。
梅絲
利用頭髮以及魔法複製技術創造出來的複製人，內心深處有阿普莉寇德的靈魂，是凱洛特追求女孩子唯一成功的對象，曾被阿蒙特·拉塞爾作為讓凱洛特體內破壞神復活的工具。

#### 寶石魔法師
利用寶石的魔法力量將人囚禁於其中的法族。
藍寶石·利克爾
可以利用寶石讓人產生恐怖的幻覺，並且禁錮於寶石之中。
翡翠·連恩
能利用寶石吸收魔法並反彈的力量，外型像個小孩子，實際上是個已經活了千年之久的老魔法師。
鑽石·羅
能利用寶石的力量召喚死亡黑洞，將人吸收進入所謂的死亡空間。
紅寶石·魯蘭
擁有催眠的寶石力量，外型相當豔麗。

#### 法族獵人殺手
隸屬於查哈手下，一個專門以殺害法族獵人為樂的組織。
多雷·古斯
經過查哈法族醫師的技術改造身體後，能液態化自己身體，幾乎不怕任何物理攻擊。後被休可拉利用導電原理擊敗。
摩絲·格林
能操控泥土並融入大地之中。被蒂拉擊敗。
基亞·帕普爾
查哈利用法族醫師的力量所創造出來的殺人機器，全身都是機械鎧甲的傀儡。被馬龍擊敗。

#### 四魔王
阿蒙特·拉塞爾
本來是沒有實體而只有精神形體的魔王，為了讓破壞神甦醒而侵入阿普莉寇德的體內，卻反而被封印在其身體中，有了實體之後便感受到對於死亡的害怕。
金·那巴
史普納坦大陸上最厲害的黑暗魔導士，魔兵的創造者與領導者。後來因為卡修·普拉斯保護自己的愛感動了大統領，放其生路，之後改邪歸正，成了占卜屋（在漫畫11卷揭露大爺爺=卡修·普拉斯，11卷前應該是某個篇章的相關角色，動畫沒印象有出現過）。
卡修·普拉斯
本為四魔王之一，後對魔王的生活感到厭煩，和金·那巴一同被哈茲騎士團擊敗。後來因為拚死守護金·那巴的愛感動了大統領，放其生路，之後改邪歸正，成了現在的大爺爺。
克爾明
可以利用血玫瑰吸取傷者體內所有的血液，並利用這些血召喚死者出來為他戰鬥。

### 其他
毒藥公爵
渴求魔法建築來獲得力量的法族，家中代代相傳『反魂』，一種能將死者以魔法生命的型態繼續留在人世間，利用這點和基葛羅交換條件以維持克蕾布的生命。
幻雲
牙牽牛的手下，根來忍者集團下的第一好手，專精各種不同的忍術和幻術，武藝高強，和死蝶所屬的相賀忍者集團是死對頭。
雷德爾·卡爾斯巴古
持有魔槍，能將魔法的力量灌入槍中，再以極大的力量發射出去，速度比音速還快，也能將魔彈射進生物中，使其變成魔獸，讓凱洛特一行人相當頭痛的對手。
夏露露·斯迪拉
創造神的後裔，同時也是法密爾帝國的皇帝，也是大領主卡努蕾·斯迪拉的弟弟，是史普納坦大陸上一切魔法根源的創始者，擁有預知未來的能力，經過長時間沉睡後，產生了摧毀世界，讓一切歸零的想法，所以企圖讓在凱洛特體內的破壞神再度復活，但最終無法駕馭破壞神的力量，被制止後與大領主一同沉睡於法沙德城。
死靈王·死亡大師
登場於OVA第二卷。能將死人操控為僵屍，企圖奪取禁書《妖靈誌》，受傷後傷口會因不死的力量自動復原，但相當懼怕燃燒的火焰類型魔法，後被凱洛特二次變身成可噴火的魔獸擊敗，再復活之後被密爾菲優善後。

## 出版書籍

### 漫畫
爆走獵人（爆れつハンター（ソーサラーハンター 爆裂仕置人））
全13卷（1993年〜1998年、電擊Comics）
| 集數 | MediaWorks     | MediaWorks             |
| 集數 | 發售日期       | ISBN                   |
| ---- | -------------- | ---------------------- |
| 1    | 1993年8月10日  | ISBN 978-4-07-300179-9 |
| 2    | 1994年1月27日  | ISBN 978-4-07-300707-4 |
| 3    | 1994年7月27日  | ISBN 978-4-07-301730-1 |
| 4    | 1995年2月23日  | ISBN 978-4-07-302540-5 |
| 5    | 1995年8月26日  | ISBN 978-4-07-303315-8 |
| 6    | 1995年12月16日 | ISBN 978-4-07-304013-2 |
| 7    | 1996年3月27日  | ISBN 978-4-07-304415-4 |
| 8    | 1996年7月27日  | ISBN 978-4-07-304792-6 |
| 9    | 1996年11月27日 | ISBN 978-4-07-305372-9 |
| 10   | 1997年5月27日  | ISBN 978-4-07-305886-1 |
| 11   | 1997年12月16日 | ISBN 978-4-07-307684-1 |
| 12   | 1998年6月27日  | ISBN 978-4-07-309105-9 |
| 13   | 1998年9月27日  | ISBN 978-4-07-309909-3 |

| 集數 | 講談社         | 講談社                 |
| 集數 | 發售日期       | ISBN                   |
| ---- | -------------- | ---------------------- |
| 1    | 2007年4月12日  | ISBN 978-4-06-370446-4 |
| 2    | 2007年5月11日  | ISBN 978-4-06-370461-7 |
| 3    | 2007年6月12日  | ISBN 978-4-06-370464-8 |
| 4    | 2007年7月12日  | ISBN 978-4-06-370472-3 |
| 5    | 2007年8月10日  | ISBN 978-4-06-370481-5 |
| 6    | 2007年9月12日  | ISBN 978-4-06-370491-4 |
| 7    | 2007年10月12日 | ISBN 978-4-06-370497-6 |
| 8    | 2007年11月9日  | ISBN 978-4-06-370504-1 |

全1卷（2003年1月〜5月、電擊Comics）
| 集數 | MediaWorks    | MediaWorks             |
| 集數 | 發售日期      | ISBN                   |
| ---- | ------------- | ---------------------- |
| 全   | 2004年5月27日 | ISBN 978-4-84-022715-5 |

### 小說
6卷（1993年 - 1996年、電擊文庫）
| 集數 | 副標題 | 主婦之友社     | 主婦之友社             |
| 集數 | 副標題 | 發售日期       | ISBN                   |
| ---- | ------ | -------------- | ---------------------- |
| 1    |        | 1993年8月10日  | ISBN 978-4-07-300200-0 |
| 2    |        | 1994年2月10日  | ISBN 978-4-07-300558-2 |
| 3    |        | 1994年6月10日  | ISBN 978-4-07-301546-8 |
| 4    |        | 1995年3月10日  | ISBN 978-4-07-302630-3 |
| 5    |        | 1995年10月10日 | ISBN 978-4-07-303670-8 |
| 6    |        | 1996年3月30日  | ISBN 978-4-07-304390-4 |

3卷（1996年、電擊文庫）
| 集數 | 主婦之友社    | 主婦之友社             |
| 集數 | 發售日期      | ISBN                   |
| ---- | ------------- | ---------------------- |
| 1    | 1996年1月27日 | ISBN 978-4-07-304154-2 |
| 2    | 1996年7月10日 | ISBN 978-4-07-304786-5 |
| 3    | 1996年8月10日 | ISBN 978-4-07-305001-8 |

## 電視動畫
自1995年10月3日於東京電視台播放、至1996年3月26日結束，每周星期二晚間六點至六點半播出全26話。香港的無綫電視（TVB）曾購入動畫版《魔法獵人》的播映權，並於1997年10月13日至1998年1月5日，逢周一於深夜00:15-01:10在無綫電視翡翠台首播。由於原作插畫的角色服裝過於暴露，因此包括主角之一的休可拉在內、修改了大量的服裝，但在最後一集改回原作的服裝。

### 製作人員
- 原作 - 赤堀悟、臣士零
- 監督 - 真下耕一
- 副監督 - 羽原信義
- 系列構成 - 川崎裕之
- 人物設計 - 後藤圭二
- 設計工作室 - 戦船
- 美術監督 - 小山俊久
- 色彩設計 - 小林美代子
- 攝影監督 - 杉山幸夫
- 編輯 - 正木直幸
- 錄音演出 - 斯波重治
- 音樂 - 川井憲次
- 音樂製作 - Star Child Records
- 動畫製作人 - 佐藤徹
- 製作人 - 小林教子、小水流正勝、下地志直
- 動畫製作 - XEBEC
- 製作 - 東京電視台、創通映像

### 主題曲
片頭曲「What's up guys？」
作詞：松葉美保，作曲：翔五島、矢吹俊郎，編曲：矢吹俊郎，演唱：古本新之輔、林原惠
片尾曲「Mask」
作詞、作曲：奧井雅美，編曲：矢吹俊郎、大平勉，演唱：奧井雅美、松村香澄

### 各話列表
| 話數 | 播放日         | 標題                                                       | 劇本         | 分鏡           | 演出           | 作画監督         |
| ---- | -------------- | ---------------------------------------------------------- | ------------ | -------------- | -------------- | ---------------- |
| 1    | 1995年 10月3日 | 愛之橋（愛のなんぱ橋）                                     | 川崎ヒロユキ | 真下耕一       | 加戸誉夫       | 後藤圭二         |
| 2    | 10月10日       | 奪命紅花（命召しませ紅花[あかきはな]）                     | 川崎ヒロユキ | 真下耕一       | 日下直義       | 新羽こういちろう |
| 3    | 10月17日       | 光與影的不成文規則（影と光の不文律）                       | 川崎ヒロユキ | 真下耕一       | 羽原信義       | 高見明男         |
| 4    | 10月24日       | 愛的煙火大會（愛の花火大會だ）                             | 川崎ヒロユキ | 織田美浩       | 織田美浩       | 本橋秀之         |
| 5    | 10月31日       | 湖畔的夢幻少女（湖畔の夢少女）                             | 川崎ヒロユキ | はばらのぶよし | 日下直義       | 佐藤和巳         |
| 6    | 11月7日        | 異端水晶之愛（異端の愛は水晶[クリスタル]）                 | 網谷正治     | 村山靖         | 村山靖         | 前田明寿         |
| 7    | 11月14日       | 愛隨東流水（愛，流れるまま）                               | 川崎ヒロユキ | 真下耕一       | 日下直義       | 新羽こういちろう |
| 8    | 11月21日       | 被壓抑的火苗（禁じられた炎）                               | 川崎ヒロユキ | 加戸誉夫       | 加戸誉夫       | 堀内修           |
| 9    | 11月28日       | 歌劇院之謎（迷宮への歌劇場[オペラハウス]）（オペラハウス） | 會川昇       | 杉島邦久       | 杉島邦久       | 平岡正幸         |
| 10   | 12月5日        | 流浪者之戀（戀すれど風來坊）                               | 網谷正治     | 土蛇我現       | 日下直義       | 佐藤和巳         |
| 11   | 12月12日       | 禁忌的果實（許されざる果実）                               | 北条千夏     | 加戸誉夫       | 加戸誉夫       | 後藤圭二         |
| 12   | 12月19日       | 化石勇者（化石の勇者）                                     | 川崎ヒロユキ | 土蛇我現       | 日下直義       | 新羽こういちろう |
| 13   | 12月26日       | 在夢與現實之間（夢と現[うつつ]の間[はざま]で）             | 會川昇       | 織田美浩       | 織田美浩       | 本橋秀之         |
| 14   | 1996年 1月2日  | 神是大笨蛋（神様は大たわけ）                               | 網谷正治     | 杉島邦久       | 日下直義       | 前田明寿         |
| 15   | 1月9日         | 初次的重逢（初めての再會）                                 | 川崎ヒロユキ | 加戸誉夫       | 加戸誉夫       | 門之園恵美       |
| 16   | 1月16日        | 愛的大醫院（愛の大病院だ）                                 | 網谷正治     | 土蛇我現       | 日下直義       | 佐藤和巳         |
| 17   | 1月23日        | 重逢（マム，再び...）                                      | 川崎ヒロユキ | はばらのぶよし | はばらのぶよし | 後藤圭二         |
| 18   | 1月30日        | 秘密之神（秘められし神々）                                 | 高山克彦     | 土蛇我現       | 日下直義       | 新羽こういちろう |
| 19   | 2月6日         | 夢幻的畫家情人（まほろばの戀人[ダーリン]）                 | 北条千夏     | 石山貴明       | 加戸誉夫       | 石原満 後藤圭二  |
| 20   | 2月13日        | 親眼目睹的少年（少年は見た）                               | 川崎ヒロユキ | 土蛇我現       | 日下直義       | 佐藤和巳         |
| 21   | 2月20日        | 失眠的夜晚（眠れない夜）                                   | 川崎ヒロユキ | 加戸誉夫       | 星合貴彦       | 前田明寿         |
| 22   | 2月27日        | 爆走獵人精神（法族狩り精神[ソーサラーハンタースピリッツ]） | 川崎ヒロユキ | 土蛇我現       | 日下直義       | 新羽こういちろう |
| 23   | 3月5日         | 溫柔的敗北（優しさの敗北）                                 | 高山克彦     | 織田美浩       | 織田美浩       | 本橋秀之         |
| 24   | 3月12日        | 毀滅的序曲（破滅への序曲）                                 | 川崎ヒロユキ | 加戸誉夫       | 日下直義       | 佐藤和巳         |
| 25   | 3月19日        | 破壞神復活（破壊神復活）                                   | 川崎ヒロユキ | はばらのぶよし | はばらのぶよし | 後藤圭二         |
| 26   | 3月26日        | 來自未來的失物（未來からの忘れ物）                         | 川崎ヒロユキ | 真下耕一       | 星合貴彦       | 後藤圭二         |

### 播放電視台
| 翡翠台 星期一 00:15－01:10                                           | 翡翠台 星期一 00:15－01:10                | 翡翠台 星期一 00:15－01:10 |
| -------------------------------------------------------------------- | ----------------------------------------- | -------------------------- |
|                                                                      | 魔法獵人 （1997年10月13日－1998年1月5日） |                            |
| 抵死泰山 （00:05－01:00）（星期日） （1997年1月19日－1997年7月27日） | —                                         |                            |
| 翡翠台 星期日、一 01:50－02:15                                       |                                           |                            |
| 抵死泰山 重播 （1997年11月2日－1998年4月20日）                       | 魔法獵人 重播 （1998年4月26日－6月7日）   | —                          |

## OVA
OVA名為《元祖 爆走獵人》（元祖 爆れつハンター），於1996年至1997年共發售三卷。一話完結形式的短篇故事，與電視動畫的差別在於休可拉和蒂拉的服裝更為暴露。

### 工作人員
- 企劃：爆走獵人製作委員會
- 原作：あかほりさとる、臣士れい
- 監督：加戶譽夫
- 角色設計：後藤圭二
- 美術監督：朝倉千登勢
- 撮影監督：鳥越一志
- 音響監督：若林和弘
- 音樂：川井憲次

### 主題曲
片頭曲「SHOOT! LOVE HUNTER」
作詞：松葉美保，作曲：小松研多郎，編曲：飯塚昌明，歌：佐佐木真理
片尾曲「whip on darling」
作詞：木本慶子，作曲：菅井えり，編曲：飯塚昌明，歌：林原惠、水谷優子

### 各話列表
| 話數 | 標題 | 發售日         |
| ---- | ---- | -------------- |
| 1    |      | 1996年12月21日 |
| 2    |      | 1997年2月1日   |
| 3    |      | 1997年4月23日  |

## 遊戲
| 標題 | 遊戲類型 | 平台 | 發售公司 | 發售日         |
| ---- | -------- | ---- | -------- | -------------- |
|      | 冒險     | SS   |          | 1996年4月26日  |
|      | 麻將     | PS   | 萬普     | 1996年10月25日 |
|      | 冒險     | PS   | 萬普     | 1997年4月11日  |
|      | 角色扮演 | SS   |          | 1997年8月8日   |